# Marinesportschule

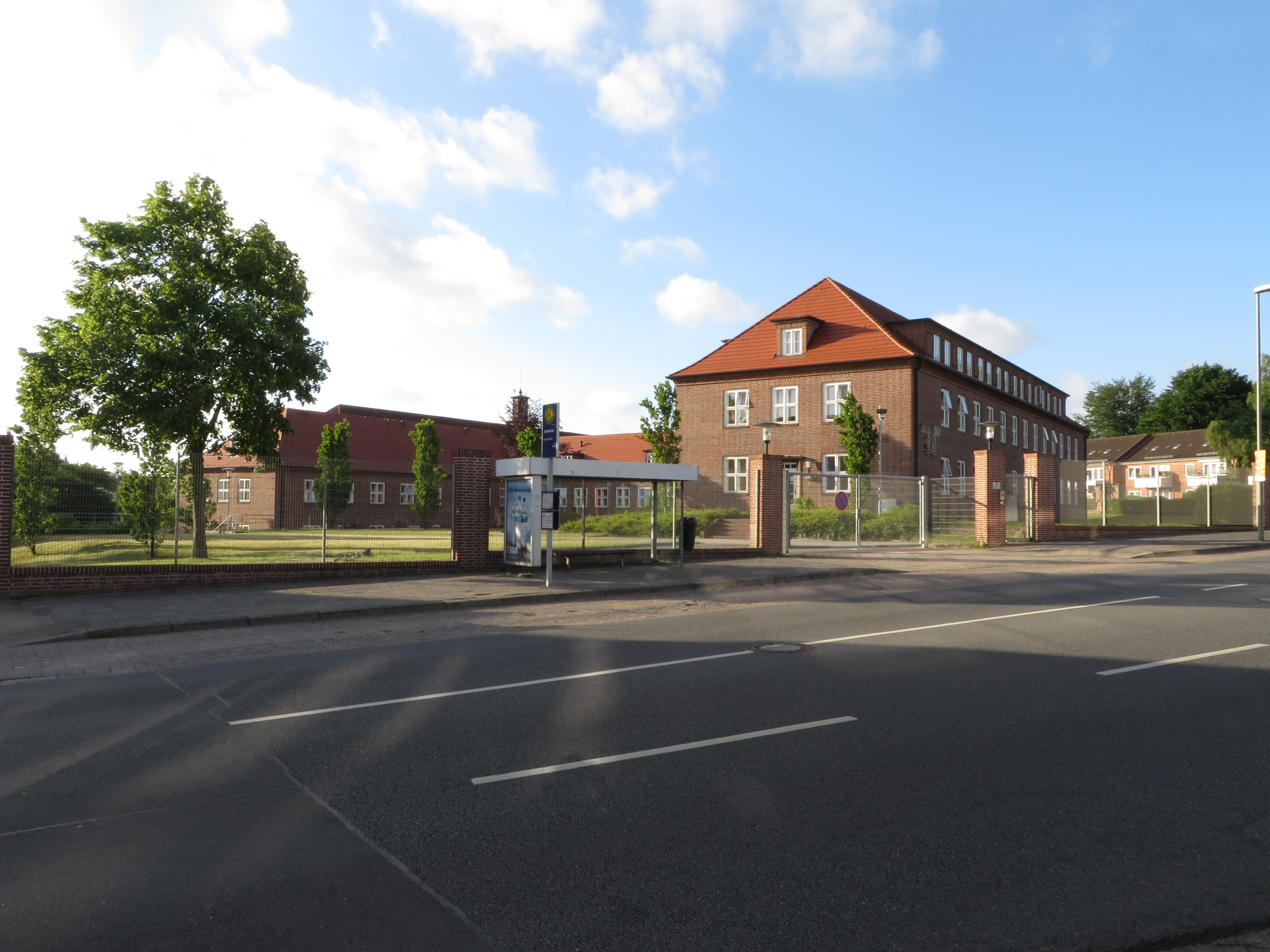
Die Sportschule Flensburg-Mürwik (Mai 2014)

Die Marinesportschule (auch: Marine-Sportschule und Sportschule Flensburg-Mürwik) entstand in den 1920er Jahren im Stadtteil Flensburg-Mürwik. Ihre Gebäude wurden im Jahre 1936/37 nordöstlich der Marineschule Mürwik errichtet. Sie werden noch heute von der Marineschule als Sportstätte genutzt. Die Schulgebäude gehören zu den Kulturdenkmalen des Stadtteils.

## Geschichte

### Anfänge
Die Marinesportschule wurde offenbar schon 1924 in Mürwik eingerichtet. Zu dieser Zeit bestand schon die ältere Heeressportschule Wünsdorf. Die Aktivitäten der beiden Schulen erweiterten sich im Hinblick auf die erste Teilnahme einer deutschen Mannschaft seit dem Ersten Weltkrieg an den Olympischen Sommerspielen 1928 in Amsterdam. Diese Aktivitäten verstärkten sich hinsichtlich der Olympischen Sommerspiele 1936 und es wurde in Berlin-Spandau eine Luftwaffensportschule eingerichtet.

Reliefs mit Sportarten der damaligen Zeit am Gebäude
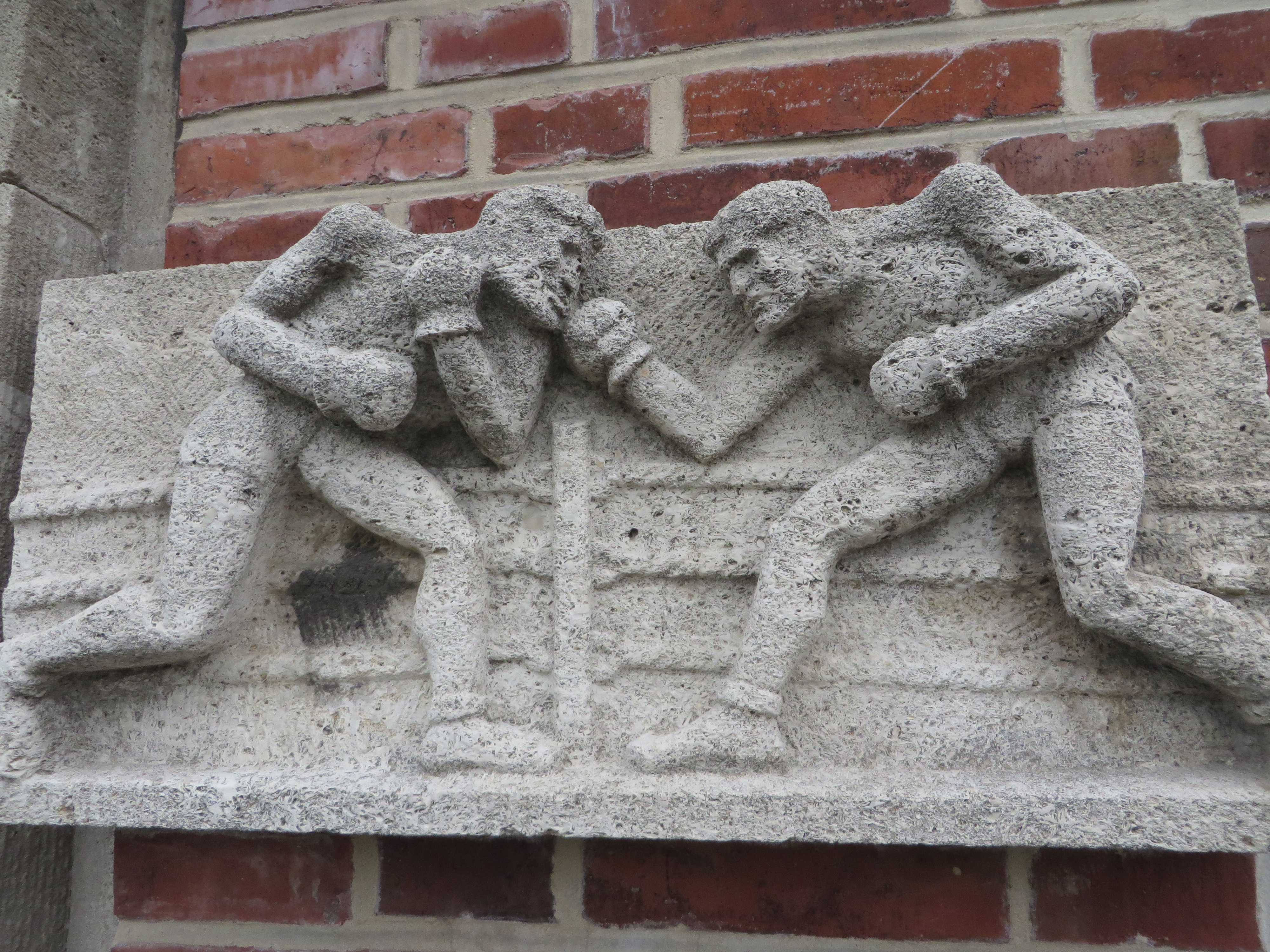
Boxen
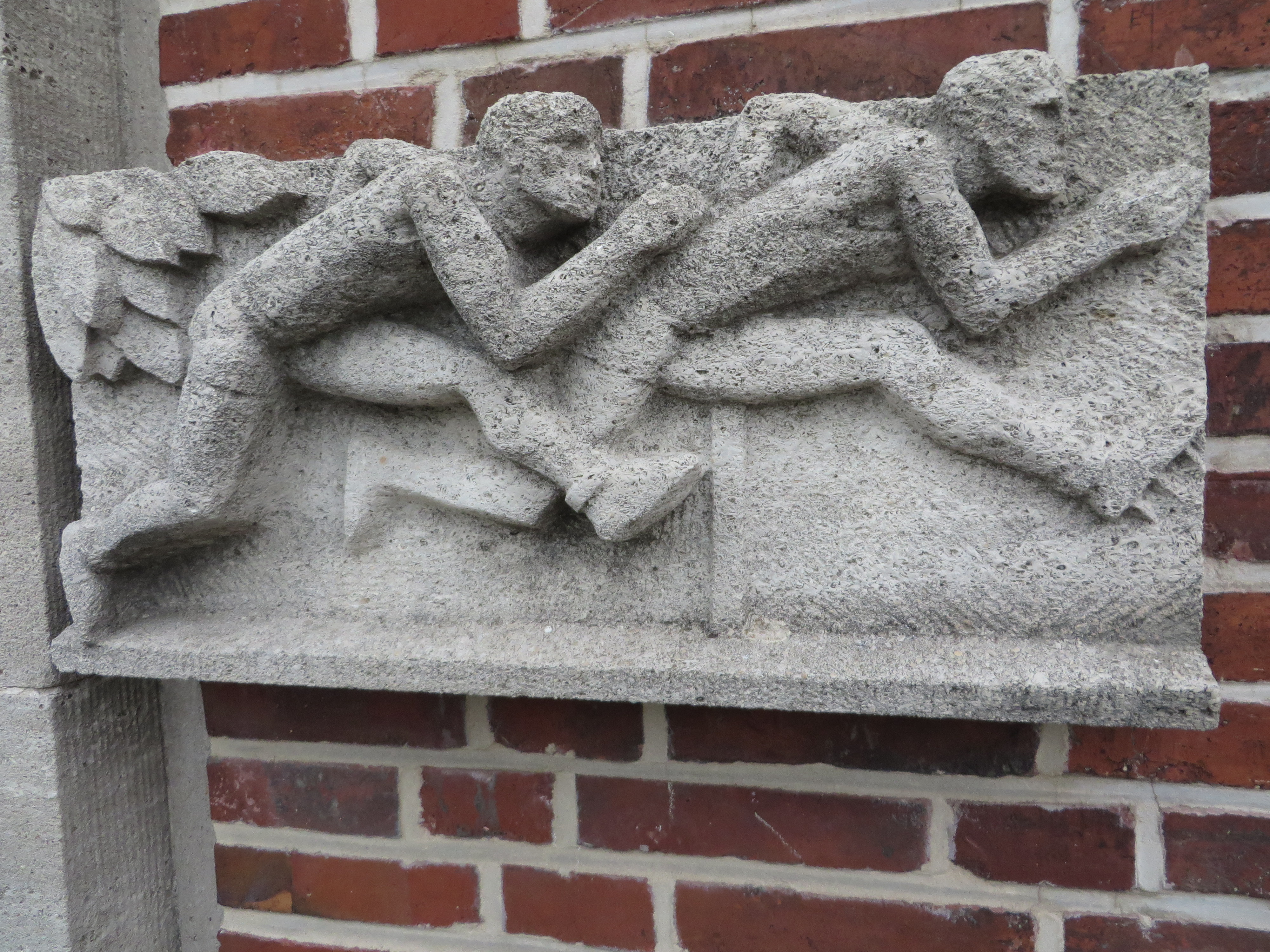
Hürdenlauf
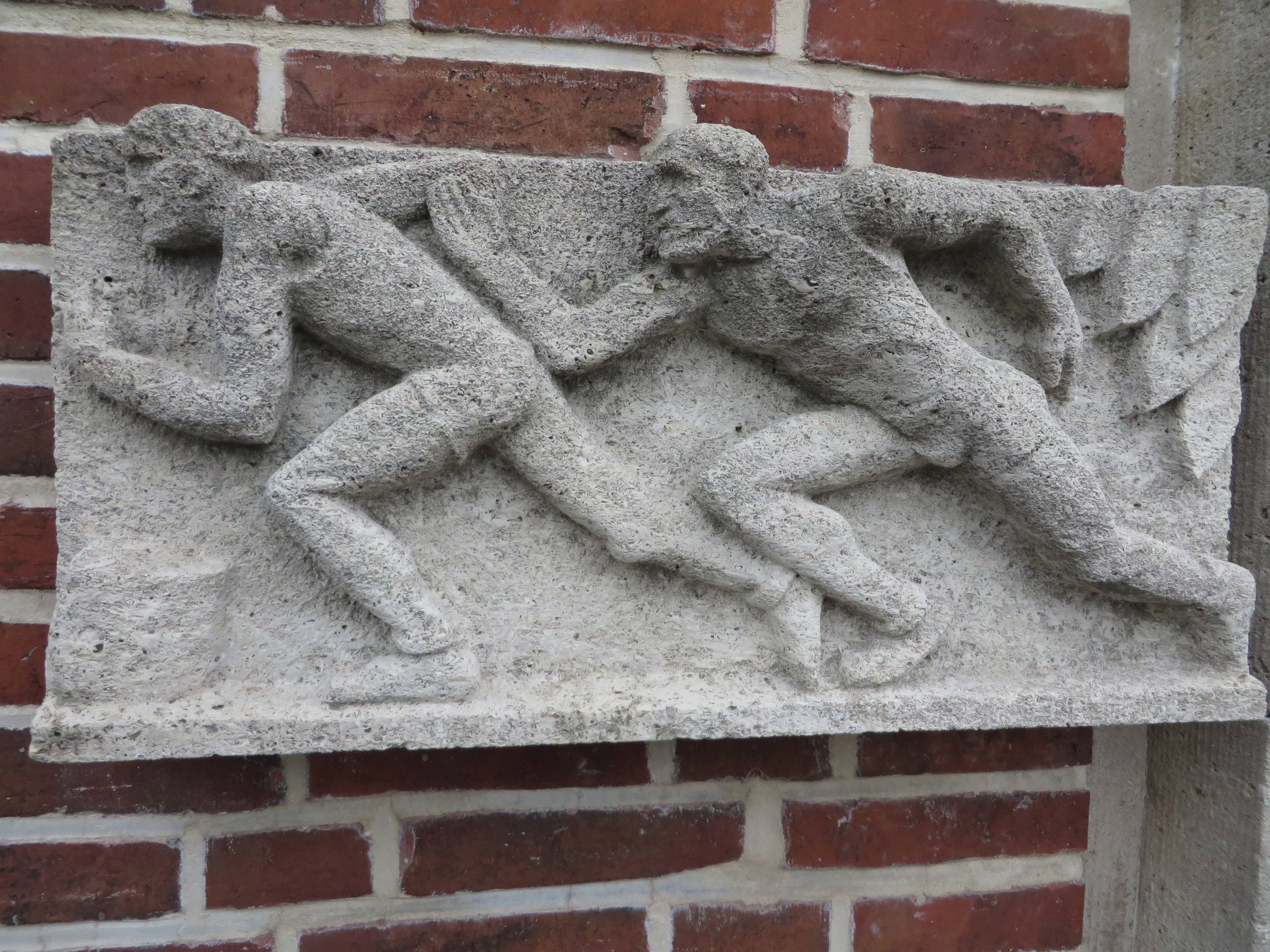
Laufen
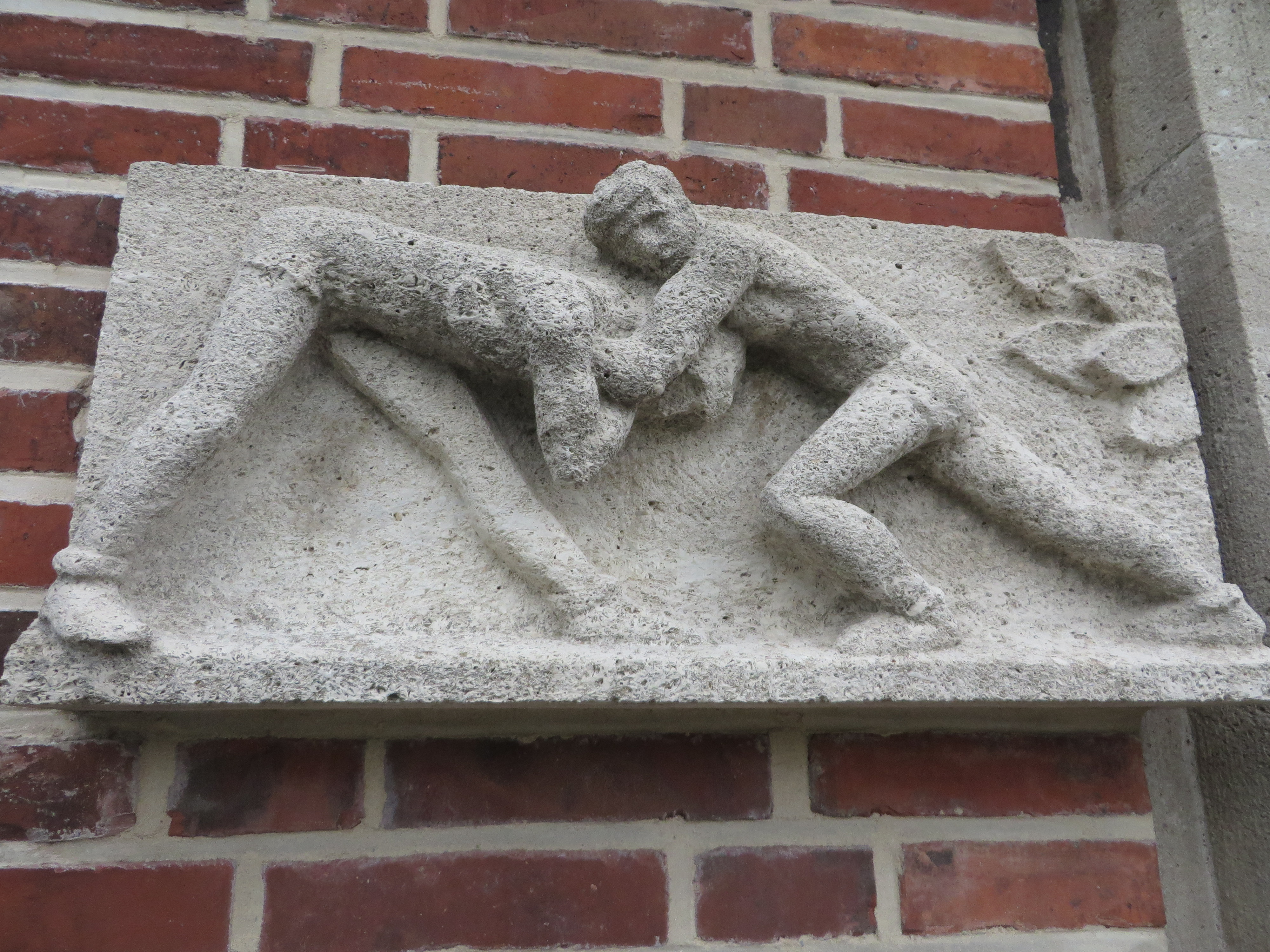
Ringen
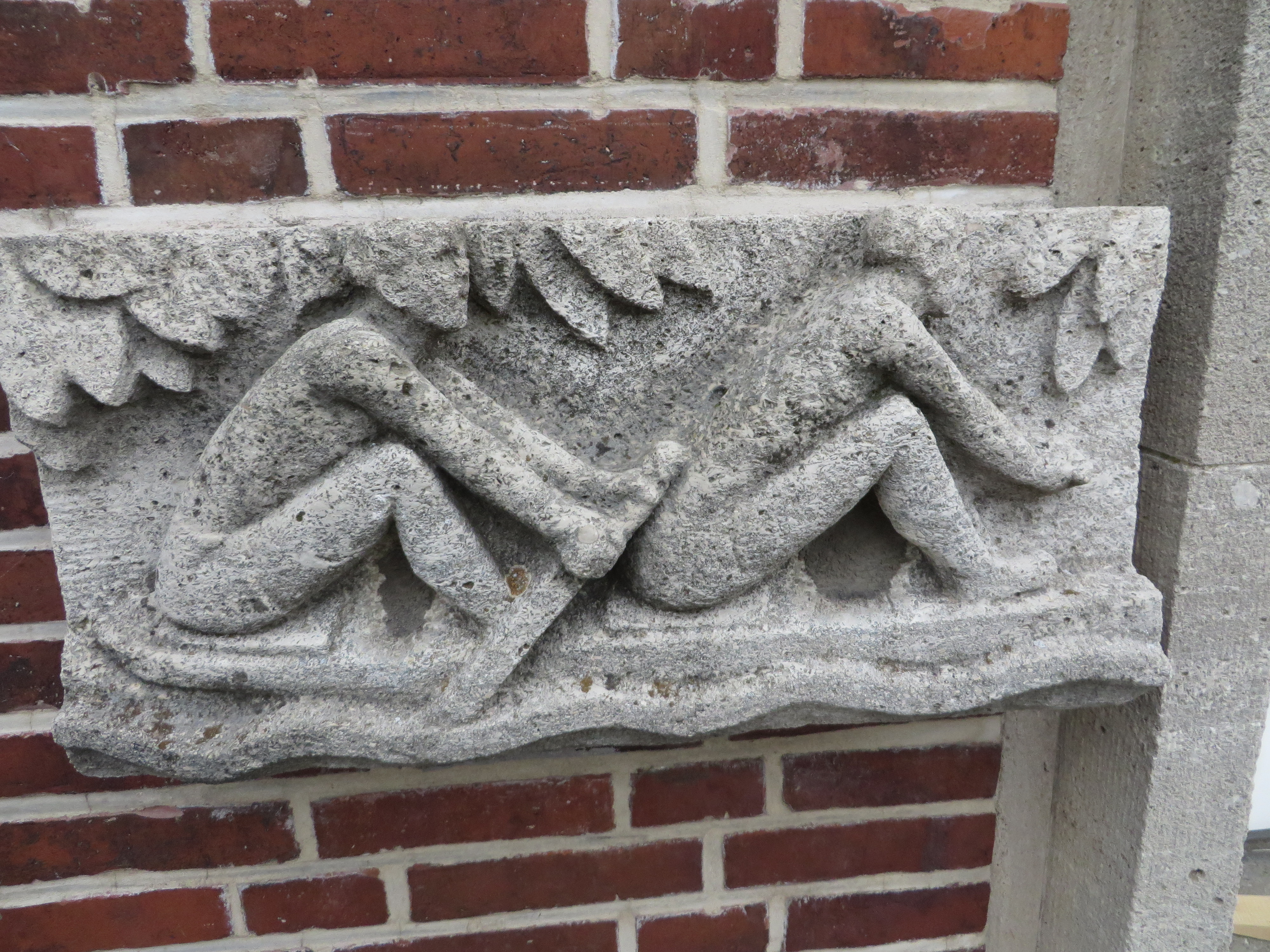
Rudern
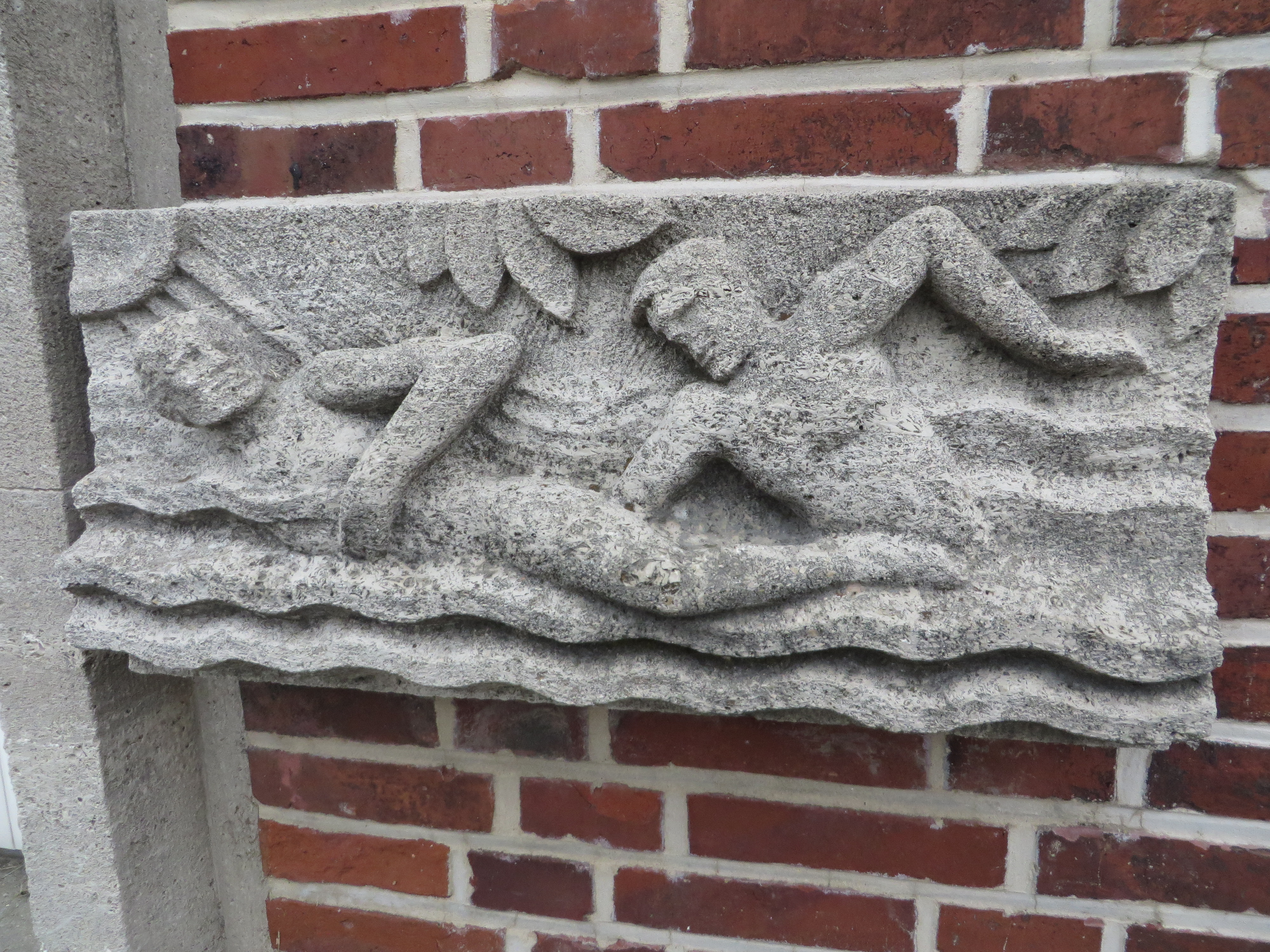
Schwimmen

### Bau der Gebäude in der NS-Zeit und deren Nutzung als Sitz der letzten Reichsregierung

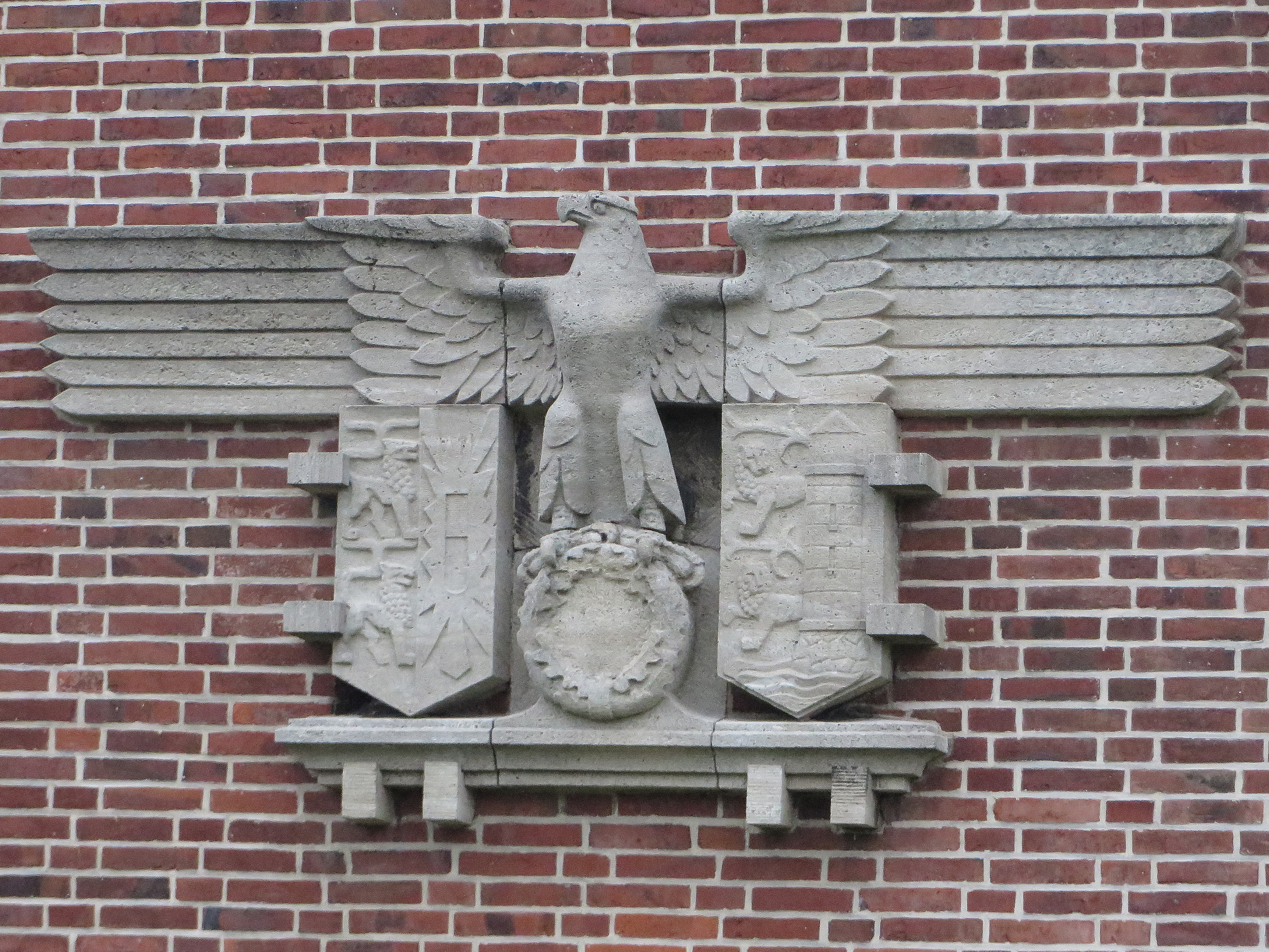
Entnazifizierter Reichsadler am Kommandeurstrakt, mit dem Wappen Schleswig-Holsteins (links) und dem Wappen Flensburgs (rechts) unter den Schwingen.

Die Schulgebäude wurden 1936/37 errichtet und prägen seitdem mit anderen Militärbauten zusammen den Anfang der Fördestraße. Ursprünglich hatte die Sportschule zunächst die Adresse Twedterholz 11. Zur errichteten Gebäudegruppe gehören drei lange, zweigeschossige Häuser aus rotem Backstein, die miteinander verbunden sind. Am Gebäude zur Fördestraße hin hängt noch heute ein Reichsadler, unter dessen Flügel die Wappen Flensburgs und Schleswig-Holsteins zu finden sind. Eine in einem Kranz befindliche Swastika wurde nach dem Ende des Zweiten Weltkriegs entfernt. Im letzten von der Straße sich wegbefindenden Gebäude befindet sich eine Turnhalle. An deren südwestlichen Eingang befinden sich Reliefs mit Darstellungen von Sportlern. Auf dem Gebäude der Turnhalle befindet sich ein kleiner Uhrenturm. Des Weiteren wurden offenbar Sportplätze angelegt. Zum Ende der 1930er Jahre bestand bis Anfang der 1940er Jahre noch eine Marinesportschule Berlin, beim dortigen Olympiagelände. Ob sie eine zweite Schule, einen zweiten Standort oder einen zeitweiligen Ersatz für die Marinesportschule Mürwik darstellte, ist unklar. Im Mai 1945 war die Marinesportschule Teil des Sonderbereichs Mürwik. Die Sportschulgebäude waren ab dem 3. Mai Sitz der letzten Reichsregierung unter Karl Dönitz. Die Bedingungslose Kapitulation der Wehrmacht wurde von diesem Ort aus in die Wege geleitet. In der Nacht vom 13. Mai auf den 14. Mai 1945 wurde der Kommandeur der Marineschule Mürwik, Wolfgang Lüth, nachdem dieser offenbar die ausgegebene Parole an einem Kontrollposten nicht nannte, von einem deutschen Wachposten erschossen.:19 Am westlichen Rande der Sportschule wurde später ein Gedenkstein aufgestellt. Am 23. Mai 1945 wurde die letzte Reichsregierung in Mürwik von britischen Soldaten verhaftet.:20

### Nutzung als Landessportschule nach dem Krieg

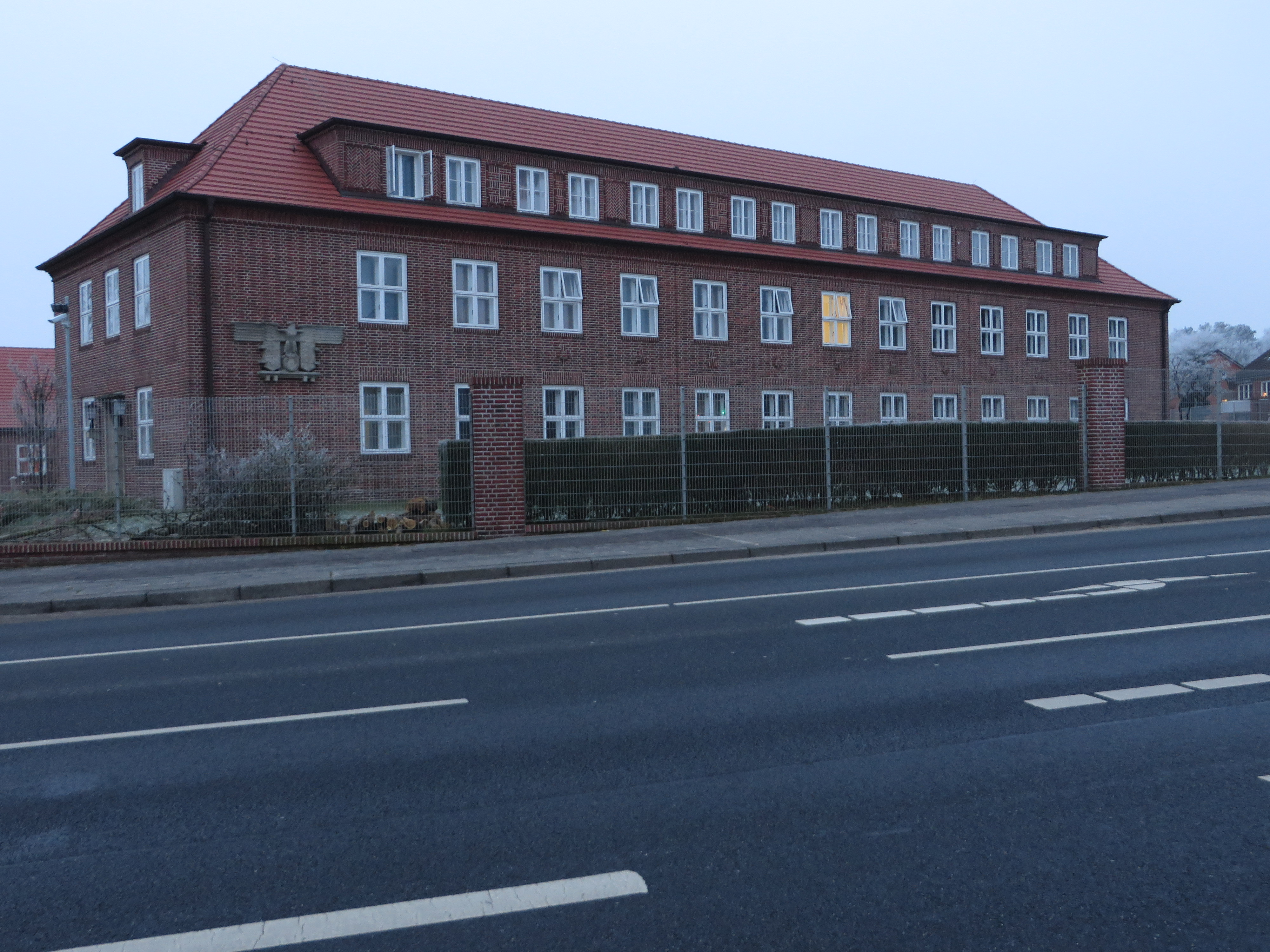
Der Kommandeurs- und Unterrichtsbau der Sportschule (Januar 2015)

Im Juni 1947 wurde die Marinesportschule als städtische Sportschule Flensburg-Mürwik wieder offiziell eröffnet und die Leitung Siegfried Perrey übertragen. Im Jahr 1948 entwickelte sie sich zur Landessportschule. 1949 wurde Siegfried Perrey schließlich zum Direktor der Landessportschule in Mürwik ernannt, welche zwei Bahnen für Leichtathleten, einen Hockeyplatz, eine Box, Fecht- und Turnhalle besaß. Die benachbarte Marine-Reitschule wurde ebenfalls mitbenutzt.
Des Weiteren war im Jahr zuvor noch Hinrich Medau an die Sportschule gekommen, der dort seine Medau-Schule neu gründete. Im Jahr 1929 hatte er in Berlin eine Gymnastikschule gegründet, in welche er seinen eigenen Lehreansatz vermittelte. 1943 war die Berliner Medau-Schule ausgebombt und nach Breslau verlegt worden, wo sie 1945 schließen musste.
Als der flüchtige Nazi Werner Heyde, der sich maßgeblich an den Euthanasieverbrechen beteiligt hatte, erfuhr, dass die Stelle eines Sportarztes an der Landessportschule unbesetzt war, bewarb er sich unter dem Namen Dr. med. Fritz Sawade und wurde 1949 angestellt. Er erwarb im Stadtteil Westliche Höhe, in dem nach dem Krieg eine ganze Anzahl von Nazis sich niedergelassen hatten, im Walter-Flex-Weg ein Reihenhaus. 1951 wurde unter der Leitung von Perrey die deutsche Olympiamannschaft für die Olympischen Sommerspiele 1952 in Helsinki an der Landessportschule trainiert. 1953 wurde Siegfried Perrey fristlos gekündigt. Er unterlag dem Verdacht der Unterschlagung. Er erhob in Folge Klage vor dem Arbeitsgericht gegen die Stadt. 1954 folgte Hinrich Medau und dessen Frau Senta Medau der Einladung der Stadt Coburg, ihre Medau-Schule ins Coburger Schloss Hohenfels zu verlegen. Anfang 1957 endete zudem die Verwaltung der Sportschule durch die Stadt Flensburg, und die Bundesmarine bezog die Gebäude und nutzte sie fortan für die Sportausbildung als auch wieder als Büroräume.

### Die militärische Nutzung nach der Landessportschule

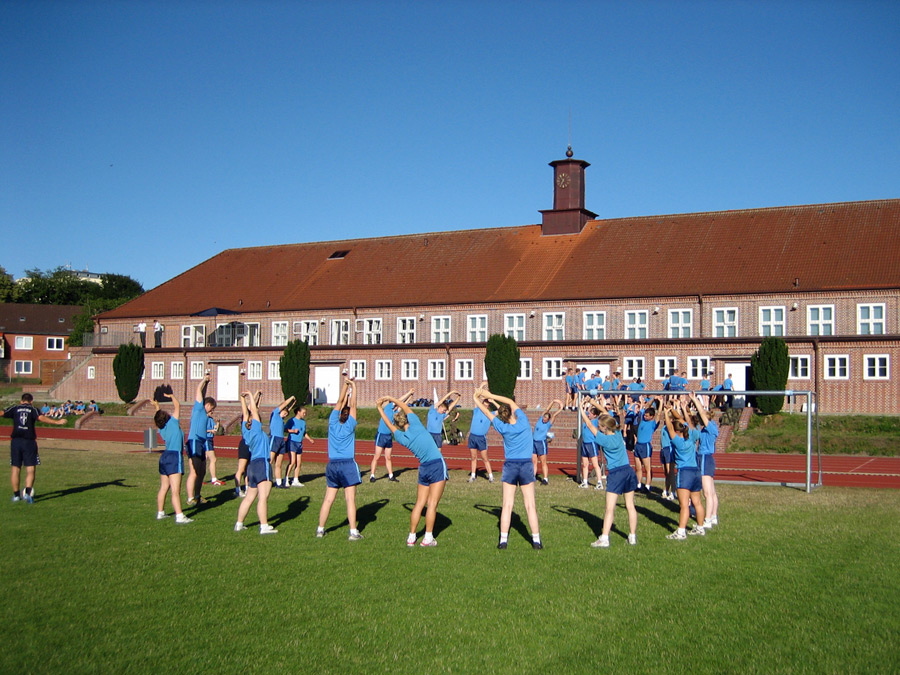
Offizieranwärter der Marine bei der Sportschule beim Sport (Foto 2006)

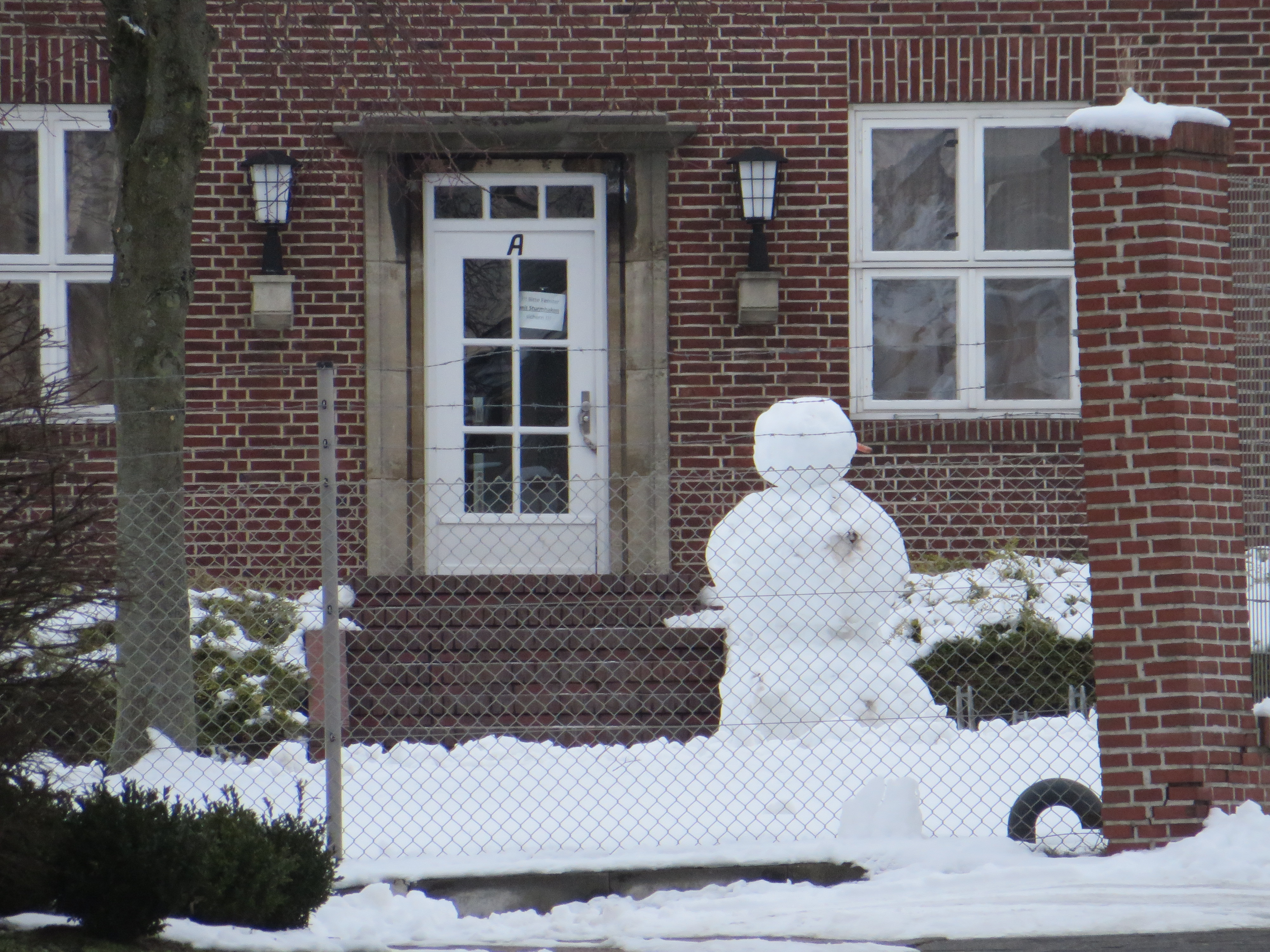
Ein „wachender“ Schneemann vor der Sportschule, wo einst die Regierung Dönitz verhaftet wurde.

Zwei Jahre später, im Jahr 1959, wurde Werner Heyde enttarnt. Er setzte sich jedoch vor der zu erwartenden Verhaftung nach Frankfurt ab. Dort wurde er schließlich verhaftet. Bevor er verurteilt werden konnte, nahm er sich das Leben. Der besagte Teil der Straße Twedterholz bei der Marinesportschule wurde 1961 in Fördestraße umbenannt. Die Marinesportschule erhielt die Adresse Fördestraße 37.
Im östlichen Teil Turnhallengebäudes befindet sich heutzutage der Schiffssimulator für die nautische Ausbildung, der als Ausbildungsausstattung Nautische Schiffsführung (AANS) bezeichnet wird. 2011/12 wurde südwestlich von der Marinesportschule, beim benachbarten Trampedachlager, der Gorch-Fock-Übungsmast aufgestellt, welcher, wie die Sportanlagen der Marinesportschule, ebenfalls dem physischen Training dient, insbesondere der Fähigkeit, sich sicher in der Takelage des Segelschulschiffs Gorch Fock zu bewegen.   
In jüngerer Zeit war offenbar von Seiten der Stadt Flensburg angedacht, dass in der Marinesportschule, die Teil des Marinestandortes war und ist, ein Museum eingerichtet werden könnte. Die Pläne scheiterten aber. Gleichzeitig verfiel das leer stehende Marinelazarett Flensburg-Mürwik weiter. Der Historiker Gerhard Paul kritisierte im Mai 2015 das Fehlen eines Museums mit der Feststellung, dass dort wo man erinnern könnte, es nicht getan wird, und erklärte weiter: „Flensburg hat sich mit der Erinnerung schwergetan bis heute.“ Zuletzt dachte die Stadt über ein Museum im Eckener-Haus in der Innenstadt nach, die Pläne wurden aber offenbar schnell wieder verworfen. Und man begann über weitere Alternativen nachzudenken.

## Verschiedenes
- Mehrmals im Jahr finden Tage der offenen Tür statt, so dass die Sportanlagen hin und wieder zu besichtigen sind.
- Alljährlich laufen die Teilnehmer des Flensburger Marathons von der Flensburger Innenstadt bis zur Marinesportschule, wo sie eine Runde im Stadion absolvieren, um sodann den Rückweg in die Innenstadt anzutreten.